# HMS Newcastle (C76)
La HMS Newcastle, settima nave da guerra della Royal Navy britannica a portare questo nome, è stata un incrociatore leggero classe Town, sottoclasse Southampton. Costruito nei cantieri Vickers Armstrong, venne impostato il 4 ottobre 1934, varato il 23 gennaio 1936, ed entrò in servizio il 5 marzo 1937. Inizialmente il nome assegnato all'unità era Minotaur, ma venne cambiato nel 1936 durante la costruzione. Venne demolito nell'agosto 1959 dopo aver servito durante tutta la seconda guerra mondiale e in Corea.

## Servizio

### Anni trenta
La Newcastle dopo il varo avvenuto per mano della Duchessa di Newcastle, entrò in servizio il 5 marzo 1937, entrando nel 2º Squadrone Incrociatori della Home Fleet. Al momento dello scoppio della guerra si trovava in cantiere per un riaddobbo, terminato il quale entrò verso la metà del settembre 1939 nel 18 Squadrone Incrociatori, aggregato sempre alla Home Fleet. Inizialmente venne impiegato come scorta al naviglio commerciale, per venire poi trasferita nelle acque del Mare del Nord.

### Durante la guerra
Durante le fasi iniziali del conflitto la Newcastle affrontò, danneggiandoli gravemente, due cacciatorpediniere tedesche presso Brest. Inoltre nello stesso periodo la nave stabilì un record rimanendo in mare per 126 giorni consecutivi.
Il 23 novembre 1939 incontrò gli incrociatori da battaglia tedeschi Scharnhorst e Gneisenau che avevano appena affrontato e distrutto l'incrociatore ausiliario Rawalpindi ma questi riuscirono ad allontanarsi grazie al maltempo e alla mancanza di un'installazione radar sulla Newcastle prima che altre navi da guerra inglesi potessero intervenire.
Il 27 novembre 1940 partecipò alla Battaglia di Capo Teulada, al comando del Vice Ammiraglio James Somerville.
Successivamente partecipò alla caccia alle navi corsare tedesche nell'Atlantico Meridionale, venendo quindi inviata per lavori di modernizzazione a Boston, negli Stati Uniti e successivamente a Devonport, dove rimase fino al gennaio 1942, per essere poi trasferita in Estremo Oriente nella Eastern Fleet. In giugno ritornò nel Mediterraneo per partecipare all'Operazione Vigorous, parte della battaglia di mezzo giugno, durante la quale la Royal Navy tentò di rifornire Malta con due convogli partiti contemporaneamente da Gibilterra e dall'Egitto. Il 15 giugno, al largo di Alessandria d'Egitto la Newcastle venne colpita dai siluri della Schnellboote S-56, che danneggiarono gravemente la prua dell'incrociatore, costretto a tornare in porto alla velocità di 4 nodi. L'impossibilità di riparare definitivamente il danno costrinse la nave ad affrontare il mare con una riparazione provvisoria, più volte ricollocata, fino a raggiungere verso la fine del mese di ottobre il cantiere navale di Brooklyn, nei pressi di New York, dopo aver fatto tappa in India, a Ceylon, in Sudafrica e in Brasile.
Dopo la fine delle riparazioni, nel marzo 1943, tornò a Plymouth, prima di raggiungere nuovamente Ceylon e la Flotta dell'Estremo Oriente, dove servì come ammiraglia del 4 Squadrone Incrociatori. Durante questo periodo partecipò a numerosi bombardamenti delle isole controllate dai giapponesi, affiancando anche la 14ª Armata nei combattimenti a Burma.

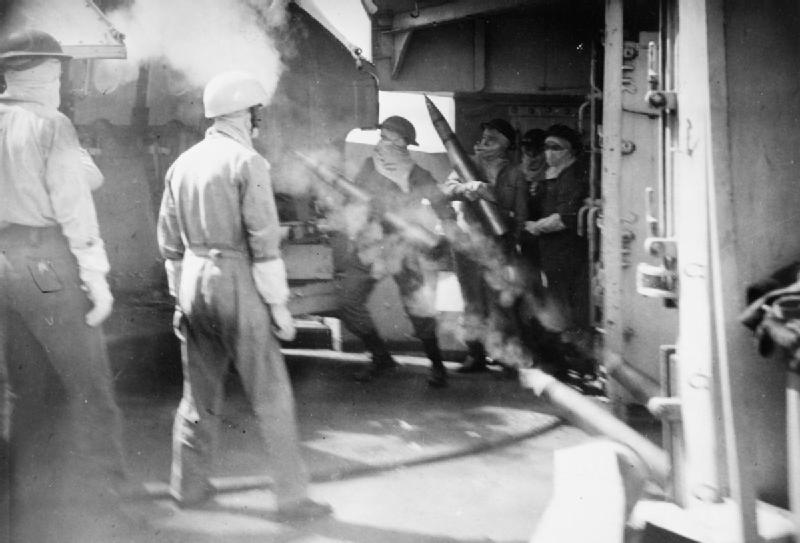
Uno dei cannoni da 102 mm della HMS Newcastle in azione contro batterie Nordcoreane

## Dopo la guerra
Dopo il 1945 la nave venne sottoposta ad una serie di lavori di modernizzazione nella base di Devonport, durante i quali venne rimossa la torretta X per fare spazio ad un maggior numero di armamenti antiaerei. Partecipò alla guerra di Corea come nave ammiraglia, fornendo fuoco di supporto alle forze delle Nazioni Unite. Alla fine del decennio partecipò al conflitto tra le forze del Commonwealth e quelle del Partito Comunista Malese.
Nel 1958 la Newcastle venne radiata e nell'estate dell'anno successivo venne venduta per essere demolita a Faslane dal 19 agosto.